# Javelin (foguete)

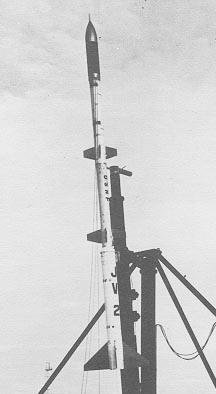
Um foguete Javelin prestes a ser lançado.

O Javelin, também conhecido como  Argo D-4, é um foguete de sondagem, movido a combustível sólido, de origem Norte Americana. Desenvolvido pela Aerolab, o primeiro uso pela NASA, ocorreu em 1959, conduzindo uma carga útil de 45 kg a uma altitude de
800 km.

## Características
A propulsão do Javelin, toda feita por combustível sólido, era composta basicamente por excedentes de mísseis militares:
- 1º estágio: Um motor Honest John
- 2º estágio: Um motor Nike
- 3º estágio: Um motor Nike
- 4º estágio: Um estágio de foguete Altair

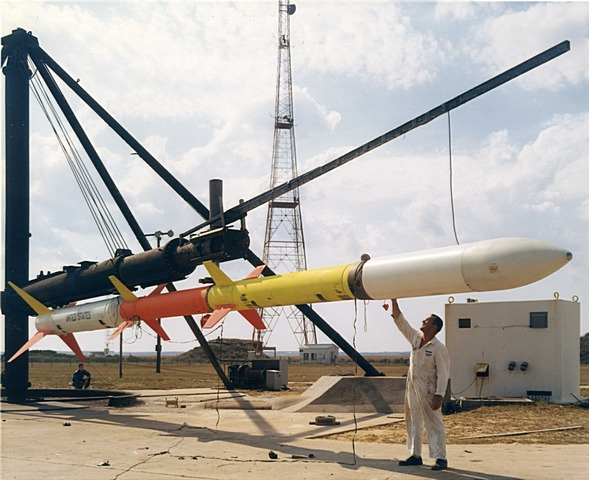
Um foguete Javelin sendo inspecionado para lançamento.

Essas são as características gerais desse modelo:
- Altura: 14,8 m
- Diâmetro: 58 cm
- Massa total: 3.385 kg
- Carga útil: 57 kg
- Empuxo inicial: 365 kN
- Apogeu: 1.100 km
- Estreia: 7 de julho de 1959
- Último: 18 de julho de 1976
- Lançamentos: 85